# جوزف کندی سوم
جوزف کندی سوم (به انگلیسی: Joseph Kennedy III) نمایندهٔ حوزه انتخابیه چهارم ماساچوست از حزب دموکرات ایالات متحده آمریکا در مجلس نمایندگان ایالات متحده آمریکا و از اعضای خانواده کندی است که برای نخستین‌بار در ۶ ژانویه ۲۰۱۳ میلادی به‌عضویت این مجلس درآمد. او پسر جوزف کندی دوم نماینده سابق مجلس نمایندگان آمریکا و بزرگترین پسر رابرت اف. کندی دادستان کل سابق آمریکا است.